# 1991 في أوكرانيا
فيما يلي قوائم الأحداث التي وقعت خلال عام 1991 في أوكرانيا.

## سياسة

### انتهاء فترة المنصب
- 5 ديسمبر – ليونيد كرافتشوك نائب الشعب الأوكراني [الإنجليزية]‏.

## مواليد

### يناير
- 13 يناير – بوغدان بوتكو لاعب كرة قدم أوكراني.

### مارس
- 9 مارس – تتيانا أريفيفا لاعبة كرة مضرب أوكرانية.

### أبريل
- 28 أبريل – أوليكساندر سكيتشكو ممثل أوكراني.

### مايو
- 2 مايو – سيرهي سيدورتشوك لاعب كرة قدم أوكراني.

### أكتوبر
- 9 أكتوبر – أوليكساندر ليبوفي لاعب كرة سلة أوكراني.

## وفيات

### مايو
- 22 مايو – جاكوب ميلمان (مواليد 1911)

### يوليو
- 1 يوليو – ألفريد إيسينبيسر (مواليد 1908) لاعب كرة قدم روماني.
- 25 يوليو – لزار كاغانوفيتش (مواليد 1893)

### نوفمبر
- 5 نوفمبر – روبرت ماكسويل (مواليد 1923)